# Perdita mesillensis
Perdita mesillensis är en biart som beskrevs av Timberlake 1968. Perdita mesillensis ingår i släktet Perdita och familjen grävbin. Inga underarter finns listade i Catalogue of Life.